# Parque Thekkinkadu Maidan
El parque Thekkinkadu Maidan (Malayalam: തേക്കിങ്കാട് മൈദാന്) está situado en el centro de la ciudad de Thrissur del estado de Kerala en la India. El parque, donde se ubica el templo Vadakkunnathan, tiene forma ovalada y un terreno abierto en el centro de la ciudad bajo la custodia de la Cochin Devaswom Board (CDB). El parque alberga el espectacular festival cultural Thrissur Pooram, que se considera la madre de todos los poorams de Kerala.

## Historia
Antiguamente, el parque Thekkinkadu Maidan era un denso bosque, hábitat de varias especies de animales salvajes, donde los soldados de la ciudad de Thrissur ejecutaban a los criminales en las puertas de templo Vadakkumnatha.
Posteriormente, el maharajá de Cochín, Rama Varma Kunhjipilla Thampuran (Rama Varma IX) mandó limpiar el Thekkinkadu Maidan a pesar de la resistencia de los sacerdotes brahmanes y otros ortodoxos.
Hasta 1928, el Thekkinkadu Maidan pertenecía al Consejo Sanitario, fecha en el que fue entregado al Municipio de Thrissur, una vez éste fue formado.
En 1934, Diwan Paruvakad Narayanan Nair entregó el parque a la Cochin Devaswom Board con la condición de que cualquier organización pudiese organizar una reunión o festival en relación con cualquier acto.
Hasta 1970, no había ningún tipo de árbol en el parque hasta que la Cochin Devaswom Board plantó una serie de tecas en la zona.

## Características
El parque Thekkinkadu Maidan tiene una superficie de 65 acres (260 000 m²). Situado en el centro de la ciudad de Thrissur está rodeado por las calles Kodungallur Shornur, Kuruppam Road y Swaraj Round. Alberga el templo Vadakkunnathan, el parque Nehru, la oficina del suministro de agua de Kerala y los tanques de almacenamiento de agua más siete pozos.
A partir del parque nacen nueve carreteras de gran importancia en Thrissur como la MG y la MO. Todas parten de su perímetro circular con un recorrido hacia el exterior de la ciudad.

## Acontecimientos
En el parque Thekkinkadu Maidan se pueden encontrar jugadores de cartas y de ajedrez por la noche. Los debates políticos también tienen lugar en el parque diariamente. Students Corner, Labour Corner y Nehru Mandapam son los lugares del parque donde los acontecimientos históricos han tenido lugar. Personajes famosos como Mahatma Gandhi, Sri Pandit Jawaharlal Nehru o Namboodiripad han realizado sus discursos en alguno de estos lugares. Joseph Vadakkan, un sacerdote activista político celebró su polémica misa en el parque, que le llevó a su suspensión por parte de la iglesia.
En 1952, en el Nehru Mandapam fue nombrado el Primer ministro de la India, Sri Pandit Jawaharlal Nehru durante su visita a la ciudad de Thrissur, e hizo el discurso en el parque.
En 1982, Atal Behari Vajpayee, también primer ministro de la India, hizo su discurso en el parque Thekkinkadu Maidan.
Otras personalidades que también han realizado acontecimientos importantes en el parque Thekkinkadu Maidan son Indira Gandhi, Rajiv Gandhi y Manmohan Singh.

## Véase también

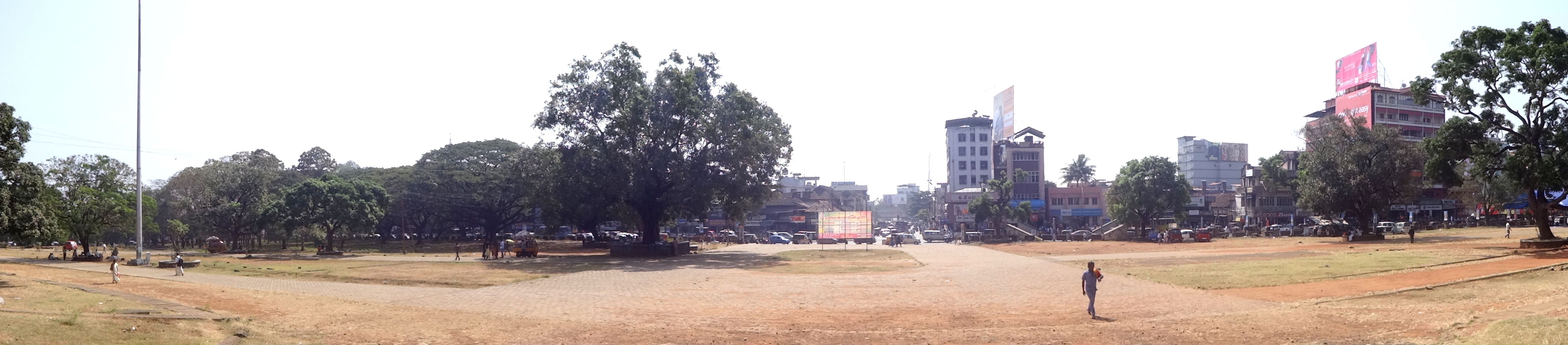
Vista de la ciudad de Thrissur desde el templo Vadakkunnathan

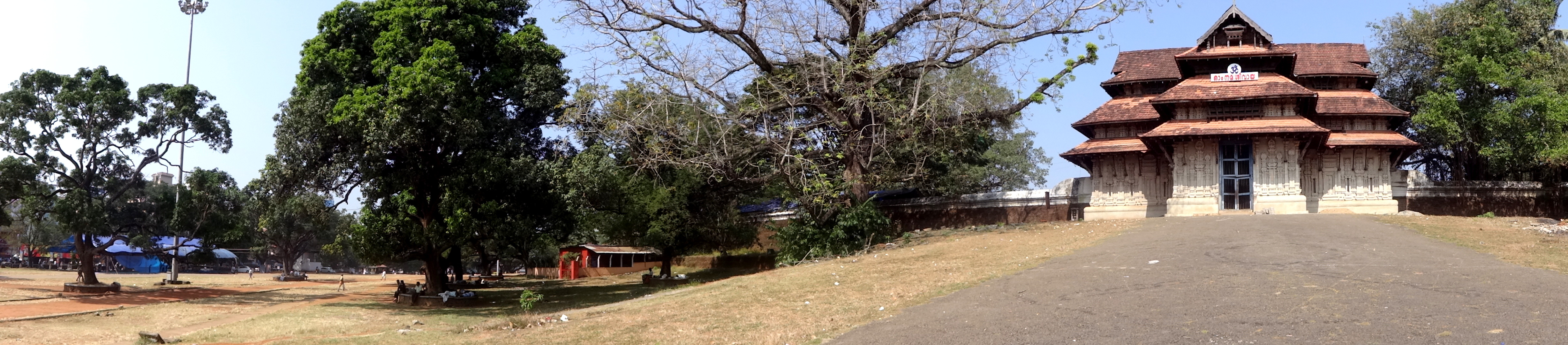
Vista del templo Vadakkunnathan desde la ciudad de Thrissur